# Aleksander Kaszowski
Aleksander Kaszowski (ur. 26 grudnia 1935 w Poznaniu, zm. 11 lipca 2017) – polski jachtowy kapitan żeglugi wielkiej, żeglarz i autor książek poświęconych żeglarstwu.
Dwukrotny Grotmaszt Bractwa Kaphornowców. Jego ojciec, Stanisław, był oficerem Wojska Polskiego, który poległ w 1939 roku w bitwie nad Bzurą. Ukończył Politechnikę Gdańską (wydział mechaniczny) jako magister inżynier mechanik. Od roku 1964 związany z Bydgoszczą. Długoletni dyrektor, zarządca i prezes zarządu Zakładów Naprawczych Taboru Kolejowego w Bydgoszczy (obecnie Pesa Bydgoszcz), które z powodzeniem przeprowadził przez cały okres transformacji i po przejściu w 1998 roku na emeryturę przekazał wybranym przez siebie następcom.

## Życiorys
W czasie II wojny światowej mieszkał w Gnieźnie, gdzie miał okazję zapoznać się z literaturą marynistyczną. Po wojnie student Politechniki Gdańskiej, następnie pracownik ZNTK w Poznaniu.
Uprawia żeglarstwo od 1948 roku, zaś od 1969 roku jest jachtowym kapitanem żeglugi wielkiej (patent nr 300). Organizator i twórca żeglarstwa morskiego w Bydgoszczy. W roku 1964 zorganizował Sekcję Żeglarstwa Morskiego przy klubie KKS Brda, obecnie działającą przy klubie Bydgostia. Z jego inicjatywy zostaje wybudowany pierwszy bydgoski jacht oceaniczny Euros, który stał się jednym z najsławniejszych polskich jachtów. Również jemu zawdzięcza się powstanie kolejnych jachtów: Zentka i Solanusa. Ten ostatni, wzorem Eurosa, zaczyna się wpisywać na karty historii polskiego żeglarstwa. Jego wychowankiem jest, między innymi, sławny bydgoski kapitan Bronisław Radliński.
W roku 1968 był I oficerem na Eurosie, który pod dowództwem kapitana Wojciecha Orszuloka po raz pierwszy w historii żeglarstwa światowego opłynął Islandię.
W roku 1970 poprowadził Eurosa przez cieśninę Pentland Firth. Przejście pod żaglami, bez silnika, w czasie prądu syzygijnego było to również pierwsze przejście w historii światowego żeglarstwa.
W roku 1971 w samotnym rejsie na Eurosie bez samosteru i silnika, dwukrotnie przeszedł Cieśniny Duńskie. Ten wyczyn nigdy nie został powtórzony. W roku 1973 poprowadził Eurosa wokół Przylądka Horn. Mimo dwóch tygodni ciężkich sztormów była to próba udana i 25. w ciągu całej historii żeglarstwa światowego. W roku 1977 poprowadził Eurosa na Spitsbergen. Na tym arktycznym archipelagu Euros był trzecim polskim jachtem.
Za te osiągnięcia wyróżniono go dwukrotnie medalem „Za Wybitne Osiągnięcia Sportowe”, trzykrotnie nagrodami „Rejs Roku” i jednym wyróżnieniem tej nagrody.
W ciągu dwóch kadencji Kaszowski był Grotmasztem Bractwa Kahornowców. Był jednym z założycieli tego bractwa.
Wspólnie ze Zbigniewem Urbanyi napisał: Eurosem na Horn, Sztormy, lody i powroty i Polskie jachty na oceanach. Sam zaś jest autorem Kaphornowej Siódemki, Kanaki z trzeciej wachty i Nawigacji dla żeglarzy. Książki te ukazały się w nakładzie ponad 250 000 egzemplarzy. Autor dwukrotnie został laureatem nagrody imienia Leonida Teligi za najlepszy utwór propagujący żeglarstwo.
Zasłużony Działacz Żeglarstwa Polskiego (1970). Kapitan Aleksander Kaszowski oprócz innych honorowych odznaczeń jest również: honorowym członkiem International Association of Cape Horner, Bydgoskiego Okręgowego Związku Żeglarskiego, RTW Bydgostia Kabel i Honorowym Komandorem Sekcji Zeglarskiej RTW Bydgostia.
W 2002 roku, na zebraniu założycielskim „Kujawsko-Pomorskiego Kolegium Kapitanów Jachtowych”, w uznaniu zasług i osiągnięć, kapitanowi Kaszowskiemu powierzono godność Kapitana Seniora. W roku 2006 Wojewoda Kujawsko-Pomorski wręczył mu Honorową Nagrodę „Za wybitne osiągnięcia żeglarskie na morzu”. W roku 2007 Zarząd Polskiego Związku żeglarskiego w uznaniu dokonań dla rozwoju i popularyzacji żeglarstwa przyznał kapitanowi Kaszowskiemu Medal „Za szczególne zasługi dla żeglarstwa polskiego”. Jest laureatem Conrady – Indywidualności Morskie 2011. 8 marca 2013 roku Walne Zgromadzenie Bractwa Kaphornowców przyznało Aleksandrowi Kaszowskiemu za wybitne zasługi dla Bractwa tytuł Honorowego Członka Bractwa Kaprohrnowców. W kwietniu 2013 roku został Honorowy Członkiem Polskiego Związku Żeglarskiego.
Zmarł 11 lipca 2017 po ciężkiej chorobie.

## Odznaczenia
- Krzyż Oficerski Orderu Odrodzenia Polski (1996)
- Krzyż Kawalerski Orderu Odrodzenia Polski
- Złoty i Srebrny Krzyż Zasługi
- odznaka tytułu honorowego „Zasłużony Kolejarz RP”
- „Medal Prezydenta Miasta” (dwukrotnie)
- wieloma innymi odznaczeniami państwowymi i resortowymi